# Nicolás Sanguinetti
Nicolás Hernán Sanguinetti Parodi (* 13. April 1992 in Montevideo) ist ein uruguayischer Fußballspieler.

## Karriere
Der 1,80 Meter große Defensivakteur Sanguinetti ist der Sohn des ehemaligen Fußballspielers und heutigen Trainers Guillermo "Topo" Sanguinetti. Er durchlief ab der "Pre Novena" sämtliche Jugendmannschaften des argentinischen Vereins Gimnasia y Esgrima La Plata. Ende August 2014 wechselte er von den Argentiniern zum uruguayischen Zweitligisten Central Español. Ohne ein Pflichtspiel in der Profimannschaft der Montevideaner absolviert zu haben, schloss er sich Mitte Januar 2015 dem Erstligisten Centro Atlético Fénix an. Auch dort kam er aber in der Primera División nicht zum Einsatz. Seit Ende September 2015 setzte er seine Karriere beim Zweitligisten Club Atlético Torque fort. In der Saison 2015/16 bestritt er dort neun Ligapartien (kein Tor) in der Segunda División.